# Nora Dari
Nora Dari (20 augustus 2001) is een Marokkaans-Belgische actrice, bekend van de reeksen WtFOCK (2018-2021), Panna (2021) en Bullets (2018) en de dramafilm Ghost Tropic (2019).

## Levensloop
Dari studeert Marketing en Communicatie aan de Hogeschool PXL.
Dari maakte in 2018 haar filmdebuut als figurante op de filmset van Patser. Ze werd opgemerkt door de cast en werd uitgenodigd om auditie te doen voor Scandinavische reeks Bullets. In 2019 maakte ze haar doorbraak in de Franstalige Belgische dramafilm Ghost Tropic. In de film speelde ze een Marokkaanse tiener en dochter van het hoofdpersonage.
Van 2018 tot 2021 was ze een hoofdrolspeler in de tienerreeks WtFOCK waarin ze de rol van Yasmina vertolkte. In 2022 nam ze deel aan De Verraders op VTM.

## Filmografie

### Film
- 2018: Patser, als figurante
- 2018: The Big Dinner, als boombox meisje
- 2019: Ghost Tropic, als dochter van Khadija
- 2021: Al'watan, als Salma
- 2022: FOMO, als Aaliyah
- 2023: Leeuwin, als Sinem
- 2023: Rachid, als Rwazna
- 2024: Casting Call

### Televisie
- 2018-2021: WtFOCK, als Yasmina
- 2018: Bullets, als Bara'ah
- 2021: Koeriers, als Leyla
- 2021: Panna, als Mary[3]